# Liga Nacional de Baloncesto Profesional de México 2002
La Temporada 2002 de la LNBP fue la tercera edición de la Liga Nacional de Baloncesto Profesional de México. En esta edición salieron 4 equipos que participaron en la campaña anterior, los cuales fueron: Dorados de Chihuahua, Garzas de Plata de la UAEH, Garzas Guerreras de la UATX y los Lechugueros de León. Sin embargo, ingresaron a la liga 4 nuevos clubes que fueron: Gambusinos de Fresnillo, Leñadores de Durango, Tuberos de Colima y los Zorros de la UMSNH.
En esta temporada se jugó por única ocasión la Serie Campeón de Campeones. Debido a que por compromisos contraídos por parte de la LNBP, el equipo de los Gallos de Pelea de Ciudad Juárez (campeón de la temporada anterior) se ausentó del país para realizar una gira de promoción por diferentes universidades de los Estados Unidos, ello debido al convenio que firmaron los directivos del circuito mexicano y la liga colegial de ese país.
Ante esta situación, la escuadra de Gallos de Pelea no pudo estar presente en la etapa de finales, por lo cual se determinó que en caso de que este club terminara hasta el final de la campaña como líder general del circuito (como aconteció), disputará posteriormente una serie extra contra el campeón de los Play-offs (Correcaminos UAT Victoria) para sacar al “Campeón de Campeones” de esa temporada.

## Campeón de Liga
El Campeonato de la LNBP lo obtuvieron los Correcaminos UAT Victoria, los cuales derrotaron en una reñida Serie Final a los Correcaminos UAT Matamoros por 4 juegos a 3, coronándose el equipo victorense en calidad de local en el Gimnasio Multidisciplinario Campus Victoria de Ciudad Victoria, Tamaulipas.

## Campeón de Campeones
El título de Campeón de Campeones se lo adjudicaron los Gallos de Pelea de Ciudad Juárez por barrida de 4 juegos a 0 sobre los Correcaminos UAT Victoria, coronándose el equipo juarense en calidad de visitante en el propio Gimnasio Multidisciplinario Campus Victoria de Ciudad Victoria, Tamaulipas.

## Equipos participantes
| Liga Nacional de Baloncesto Profesional de México 2002 |                             |
| Equipo                                                 | Sede                        |
| Algodoneros de la Comarca                              | Torreón, Coahuila           |
| Correcaminos UAT Matamoros                             | Matamoros, Tamaulipas       |
| Correcaminos UAT Victoria                              | Ciudad Victoria, Tamaulipas |
| Fuerza Regia de Monterrey                              | Monterrey, Nuevo León       |
| Gallos de Pelea de Ciudad Juárez                       | Ciudad Juárez, Chihuahua    |
| Gambusinos de Fresnillo                                | Fresnillo, Zacatecas        |
| Leñadores de Durango                                   | Durango, Durango            |
| Lobos de la U.A. de C.                                 | Saltillo, Coahuila          |
| Ola Roja del Distrito Federal                          | México, D. F.               |
| Tecolotes de la UAG                                    | Guadalajara, Jalisco        |
| Tuberos de Colima                                      | Colima, Colima              |
| Zorros de la UMSNH                                     | Morelia, Michoacán          |